# The Making of the Representative for Planet 8

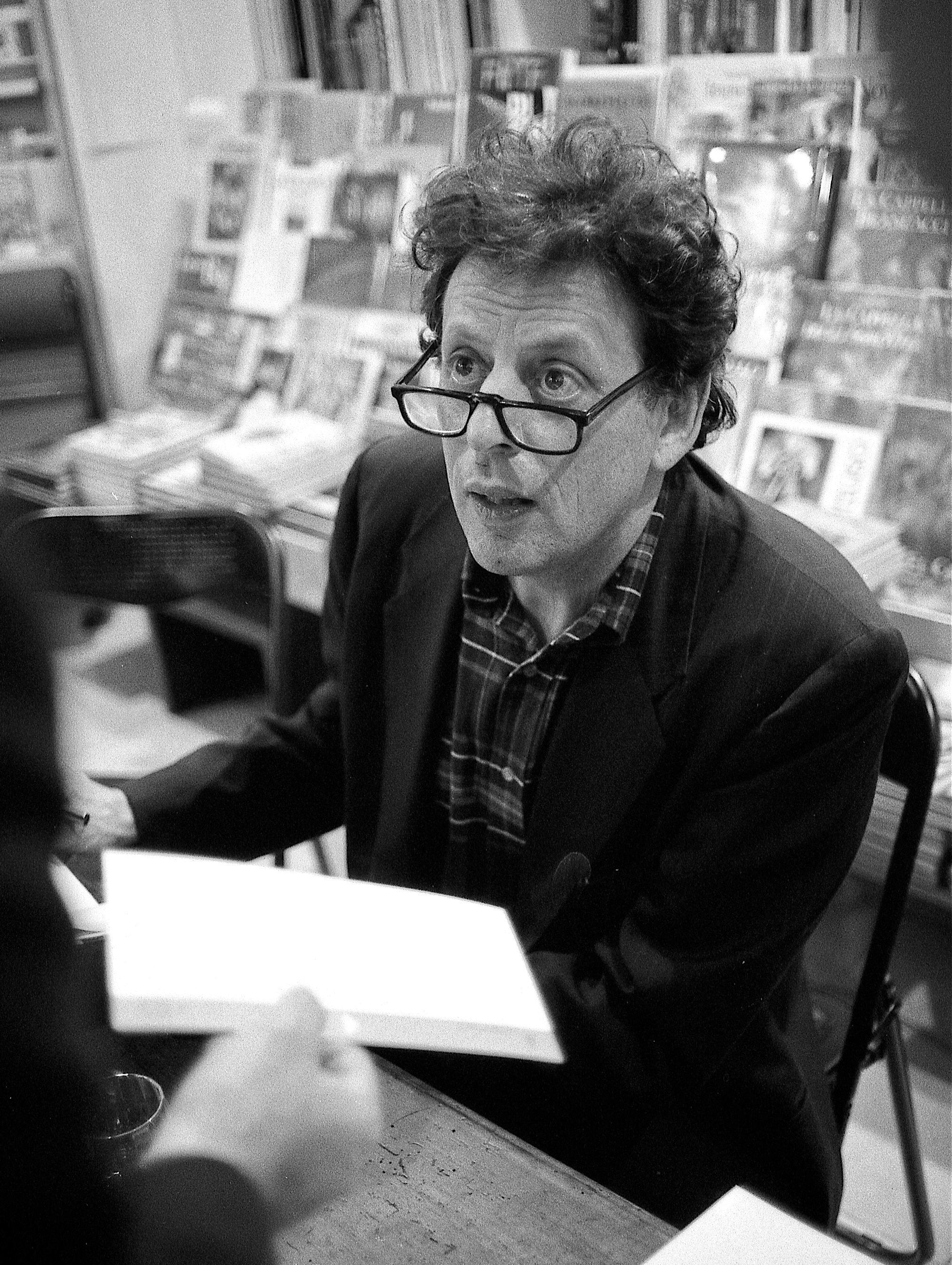
Philip Glass

The Making of the Representative for Planet 8 (Planet 8: representanternas lärotid) är en opera med musik av Philip Glass och  libretto av Doris Lessing efter hennes roman med samma namn. 
Operan var beställd av English National Opera, Houston Grand Opera, Het Muziektheater i Amsterdam och Theater Kiel. Den samproducerades med Artpark i Lewiston, New York State.

## Uppförandehistorik
Operan hade premiär på Houston Grand Opera den 8 juli 1988. Den engelska premiären ägde rum den 9 november 1988 av English National Opera på London Coliseum. Den föreställningen direktsändes på BBC Radio 3 den 13 december 1988. På grund av tekniskt haveri sändes aldrig scen fyra från akt 3.

## Personer
| Roller                            | Stämma      | Premiärbesättning i Houston 8 juli 1988 (Dirigent: John DeMain) | Londonpremiär 9 november 1988 (Dirigent: Michael Lloyd) |
| --------------------------------- | ----------- | --------------------------------------------------------------- | ------------------------------------------------------- |
| Doeg Memory-maker and Storyteller | baryton     | Harlan Foss                                                     | Andrew Shore                                            |
| Johor Canopean agent              | bas         | Timothy Breeze                                                  | Richard Angas                                           |
| Alsi a young woman                | sopran      | Louise Edeiken                                                  | Lesley Garrett                                          |
| Marl Keeper of the Herds          | baryton     | David Langan                                                    | Simon Masterton-Smith                                   |
| Bratch Guardian of Health         | mezzosopran | Julia Parks                                                     | Tamsin Dives                                            |
| Pedug Teacher of the Young        | baryton     | Richard Sutliff                                                 | John Kitchiner                                          |
| Rivalin Custodian of the Lake     | mezzosopran | Patricia Shockler                                               | Jady Pearl                                              |
| Masson the Builder                | tenor       | Edgar Moore                                                     | Peter Bamber                                            |
| Klin Tender of Fruits and Plants  | sopran      | Edrie Means                                                     | Gloria Crane                                            |
| Nooni a young man                 | tenor       | Jason Alexander                                                 | Christopher Gillett                                     |

## Handling
Folket på Plant 8 är fridfulla och nöjda tills en av Canopeans Agents anländer och säger åt dem att förbereda sig för den kommande istiden. Folket gör motstånd och deras strider förvandlar dem då de blir planetens enda "representant" vad gäller människor och kultur.

## Inspelning
Olikt många av Philip Glass andra operor har The Making of the Representative for Planet 8 inte spelats in på CD.